# 圭多·罗马诺
圭多·罗马诺（義大利語：Guido Romano，1888年1月31日—1916年6月18日），意大利前男子竞技体操运动员。他曾获得1912年夏季奥运会体操比赛男子团体全能金牌。他也参加了1908年夏季奥运会，未获得奖牌。